# Halieutica
Gli Halieutica sono un poemetto didascalico tradizionalmente attribuito a Publio Ovidio Nasone.

## Paternità e stile
Dell'opera, dedicata alla vita dei pesci e alla pesca, rimangono solo 135 esametri.
L'attribuzione a Ovidio si basa essenzialmente sulla testimonianza di Plinio il Vecchio nel libro XXXII della Naturalis historia; trattando dei pesci, egli dapprima menziona degli Halieutica composti da Ovidio, quindi li cita più diffusamente, affermando che il poeta id volumen supremis suis temporibus incohavit ("incominciò a scrivere questo libro nell'ultima parte della sua vita"), quando cioè era in esilio a Tomi sul Mar Nero e aveva potuto osservare creature acquatiche fino ad allora ignote ai romani. 
Tuttavia alcune imperfezioni metriche e stilistiche hanno fatto dubitare della paternità ovidiana, mentre i suoi sostenitori si fondano sulla notizia pliniana e sull'elegia quindicesima del terzo libro dei Tristia, in cui il poeta, lamentando la lontananza da Roma, asserisce di aver "disimparato a parlare" (dedidicique loqui). Gli errori sarebbero quindi dovuti all'incompiutezza del poema, mancante dell'ultima mano, e alla ormai difettosa padronanza del latino da parte dell'autore, sempre più propenso a lasciarsi sfuggire anche nello scritto "parole pontiche" (Pontica verba).
È stato però giustamente rilevato che l'elegia in questione è scritta nel miglior stile ovidiano, oltre che in perfetto latino, e che non vi si trovano cadute stilistiche o errori metrici paragonabili a quelli degli Halieutica, laddove la testimonianza di Plinio non dice altro che ai suoi tempi era diffusa una vulgata che assegnava ad Ovidio la paternità dell'opera.
Il dibattito fra gli studiosi è quindi ancora aperto.

## Fortuna dell'opera
La fortuna dell'opera non fu molto vasta nell'antichità, soprattutto se paragonata a quella dell'opus magnum ovidiano, Le metamorfosi.
Un poeta burdigalense del IV secolo, Ausonio, si servì degli Halieutica per comporre il lungo catalogo dei pesci che si trova nella Mosella.
Ciò che restava dell'opera fu rinvenuto in Francia agli inizi del '500 dall'umanista italiano Jacopo Sannazaro, all'interno di un codice del IX secolo contenente anche il Cynegeticon di Grazio Falisco e i Cynegetica di Nemesiano. L'editio princeps di tutte e tre le opere fu quella aldina del 1534.